# 下野薬師寺跡

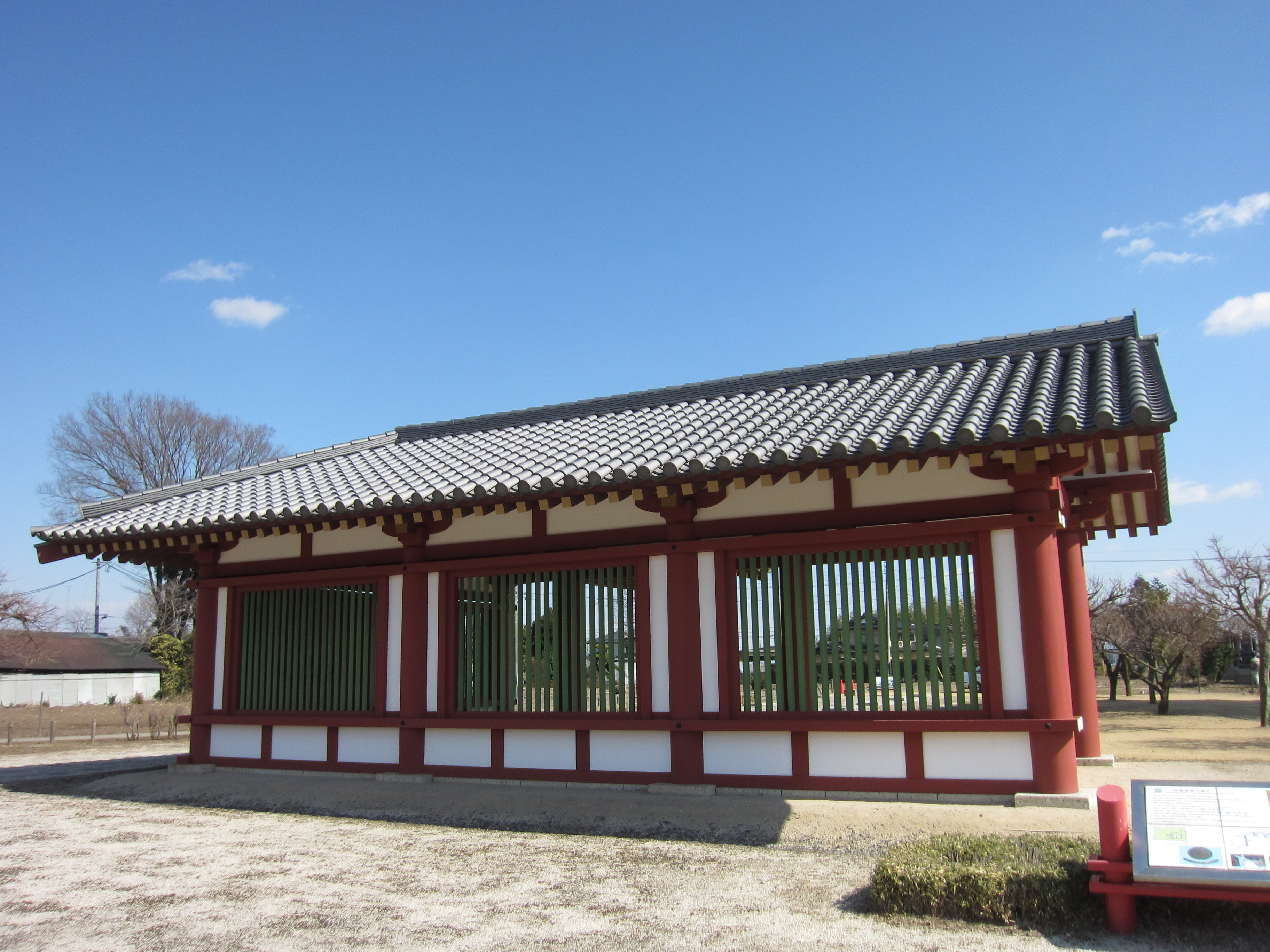
下野薬師寺 回廊（復元）

下野薬師寺跡（しもつけやくしじあと）は、栃木県下野市にある古代寺院跡。国の史跡に指定されている。
寺院名称は「薬師寺」であったが、旧国名を冠して「下野薬師寺」と記載されることが多く、本項でも「下野薬師寺」と表記して解説する。

## 概要
栃木県南部、鬼怒川右岸に広がる広大な平野上に位置し、奈良時代に正式に僧尼を認める戒壇が設けられていたことで知られる。当時、戒壇は当寺のほかに奈良の東大寺と筑紫の観世音寺にしか設けられておらず、これらは「三戒壇」と総称された。そのほか、道鏡が宇佐八幡宮神託事件ののち当寺に左遷されたことでも知られる寺院である。
下野薬師寺は衰退と中興を繰り返しており、現在は初期寺院跡の発掘調査が進んでいる。また、跡地には安国寺が設けられ、下野薬師寺の法燈を現在に伝えている。

## 歴史

### 創建
薬師如来を信仰する「薬師信仰」は、中国では敦煌、また朝鮮半島では新羅で見られる。日本には飛鳥時代までに伝来したと考えられている。日本で薬師信仰が盛んになったのは聖徳太子が用明天皇の病気治癒を祈って薬師如来像を造立して以来、天武天皇9年（680年）11月に天武天皇が皇后の病の治癒を願って大和国に薬師寺を建立してからのことである。
「下野」（当時は「下毛野」）の文字が六国史に頻出するようになるのもこの頃からで、大和国の薬師寺建立発願より4年後の天武天皇13年（684年）11月、日本全国の52氏が天武天皇より朝臣を賜姓され、下野国造家である下毛野君も大三輪君や大野君、上毛野君、中臣連、石川臣や櫻井臣等とともに朝臣姓を賜っている。その数年後以内（持統天皇元年（687年）3月、同3年（689年）4月、同4年（690年）8月）には帰化した新羅人が下毛野国に賦田を受けて居住し始めたと記録されており、創建に関わったとされる直広肆下毛野古麻呂の名も同年10月の条に登場する。
下野薬師寺が建立されたのもこの天武天皇から持統天皇の御代と考えられており、『類聚三代格』には「天武天皇所建立地」とあり、『続日本後紀』には「下野国言、薬師寺者天武天皇所建立地也」と見える。また、下野市では下野薬師寺は7世紀末に下毛野古麻呂が建てた寺と考えられるとしている。現在でも「薬師寺」と名付けられた寺は全て天皇の意向によって建てられた寺ばかりであることから、下野薬師寺も奈良時代以前に当時の日本の中央政府の権力者が建立した寺とされる。
発掘調査の結果、出土した瓦が大和川原寺系の八葉複弁蓮華文の軒丸瓦と重弧文軒平瓦とであることから、7世紀末の天武朝の創建であると推定されている。

### 概史

#### 三戒壇としての隆盛
『続日本紀』によると、天平勝宝元年7月13日（749年9月3日）、全国諸寺墾田地限が定められた折には、奈良の法隆寺や四天王寺、新薬師寺、筑紫の観世音寺などと並んで500町とされた。なお、大安寺、薬師寺、興福寺、法華寺、國分金光明寺（東大寺）は4,000町、元興寺は2,000町だった。
奈良時代には、僧侶に戒律を授けて正式な僧侶の資格証明書である度牒を授ける戒壇が設けられた。当寺は東国の僧侶を担当し、中央戒壇（奈良の國分金光明寺（東大寺）戒壇院）と西戒壇（福岡の観世音寺戒壇院）に対して「東戒壇」とも呼ばれた。これらは「本朝三戒壇」（天下三戒壇、日本三戒壇とも）と総称され、国内の僧侶を統制した。
宝亀元年（770年）、中央政界で権力をふるった道鏡が称徳天皇の死により左遷され、当寺の造寺別当（造寺司の長官）となった。このように当寺は特別な役割を担う官寺であったと考えられている。道鏡は772年に当地で没し、龍興寺に墓が伝わっている。

#### 衰退
平安時代に入ると、比叡山での戒壇設置とともに戒壇の需要は薄れ、次第に衰退していく。その理由として、当寺は戒壇に拠って存続していて特定の教団を持っていなかったため、戒律軽視の流れに逆らえなかったと考えられている。
それでも『日本三代実録』によると、874年5月18日（貞観16年4月25日）から3日間の間、60名の僧が平安京紫宸殿において大般若経の伝読を行ったが、その金字仁王経71部を五畿七道各国に1部ずつ配布したほか、当寺には大宰府観世音寺および豊前国弥勒寺（宇佐神宮の神宮寺）とならび、各国配布分とは別の1部が配置されており、東国における当寺の位置付けの高さが窺われる。

#### 中興とその後

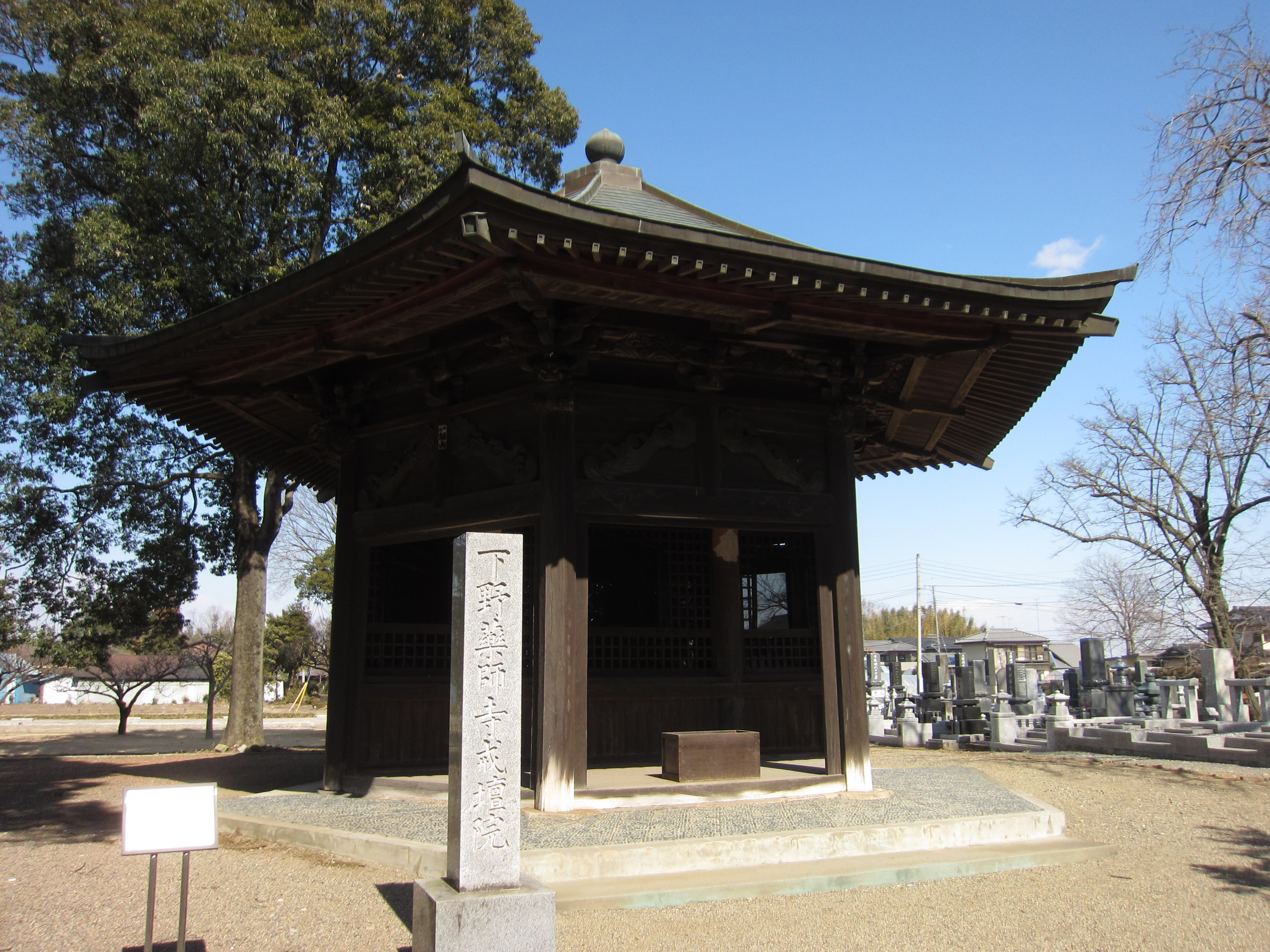
安国寺 六角堂
薬師寺の戒壇跡と伝わる場所に立つ。

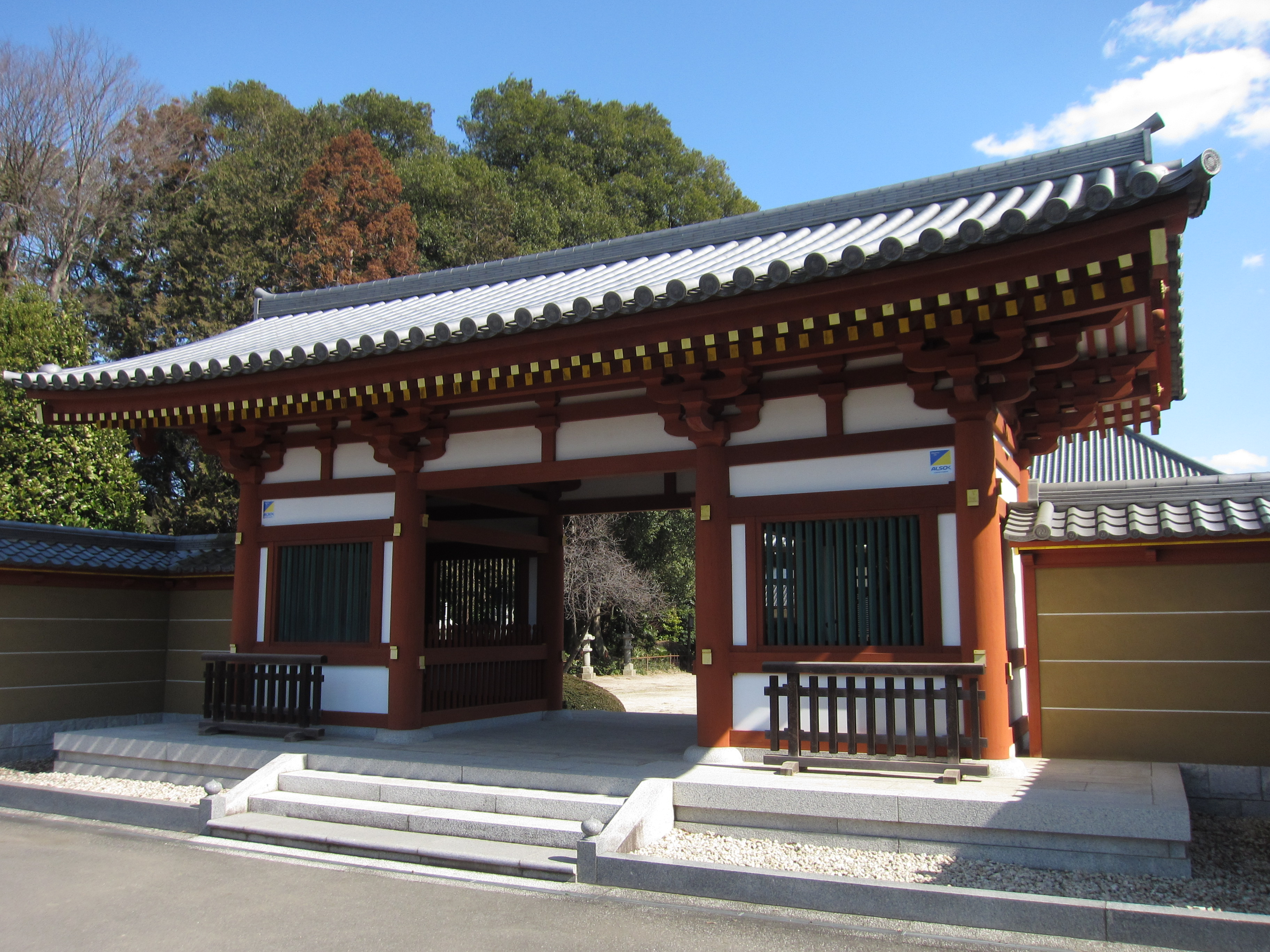
龍興寺
薬師寺の別院。

鎌倉時代、建久4年（1193年）には源頼朝により供僧3口が寄せられたほか、鎌倉幕府からの積極的な後援がうかがわれている。その後、慈猛上人が戒壇を再興、当寺は戒律・真言の道場として隆盛し、寺の前には門前市も形成されたという。
室町時代、室町幕府は禅宗への帰依が篤く、戒律・真言に拠る当寺は新たな庇護者を求め、足利尊氏・直義が全国に安国寺利生塔を建てるという意向を容れ、暦応2年（1339年）に「安国寺」と改名した。ただし、一般的にはその後も近世まで「下野薬師寺」と呼称されていた。
戦国時代、後北条氏と結城多賀谷氏による戦渦に巻き込まれて堂宇は焼失し、以後威容を取り戻すことはなくなる。
近世初頭には薬師寺不動院の流れをひくといわれる安国寺が旧伽藍内に再建され（現在の安国寺）、佐竹氏から寺領10石を寄進された。また、薬師寺地蔵院の流れをひくといわれる龍興寺（現在の龍興寺）は、佐竹氏から寺領20石を寄進された。両寺は天和元年（1681年）から享保4年（1719年）にかけて薬師寺の正統を争う訴訟を起こしている。議論の末、天保9年（1838年）、「安国寺は戒壇、龍興寺は鑑真墓所を守護する」という合意に達し現在に至っている。なお、この過程で『薬師寺縁起』・『慈猛上人行状記』が書かれ、薬師寺の事績を現在に伝えている。

### 略年表
- 白鳳期・天智天皇期（7世紀末）、創建と考えられる。
- 天平5年（733年）頃、下野薬師寺造寺司がおかれる。
- 天平勝宝元年（749年）、諸寺墾田地限度が定められ、当寺は500町が認められる。
- 天平勝宝6年（754年）、薬師寺の僧行信、八幡神宮主神の大神多麻呂等と呪詛を行った罪で刑部省の取り調べを受けたうえ、当寺に遠流される。
- 天平宝字5年（761年）、筑紫観世音寺とともに戒壇が設置される。
- 宝亀元年（770年）、道鏡が左遷され造寺別当となる（772年没）。
- 嘉祥元年（848年）、講師が置かれる。
- 800年代、塔焼失。のち伽藍の外に塔が再建される。
- 鎌倉時代、慈猛が再興。
- 暦応2年（1339年）、安国寺に改名。
- 元亀元年（1571年）、後北条氏と結城多賀谷氏による戦乱に巻き込まれて焼失。

## 境内
発掘調査の結果明らかとなった寺域は東西約250m、南北約330mである。伽藍配置は一塔三金堂で、伽藍中央に塔、そしてその北に規格の違う東西金堂が確認され、回廊北に中金堂が取り付く配置である。一塔三金堂の例としては飛鳥寺が挙げられるが、堂塔の配置は異なっている。なお、昭和40年代の発掘調査の時点では、伽藍の中央に金堂、その北東に塔、北西に戒壇が想定されていた。
また中金堂の北には講堂があり、さらにその北には僧坊があったことが確認されている。さらに伽藍東には、伽藍内の塔が焼失した後に改めて建てられた塔があったことが確認された。

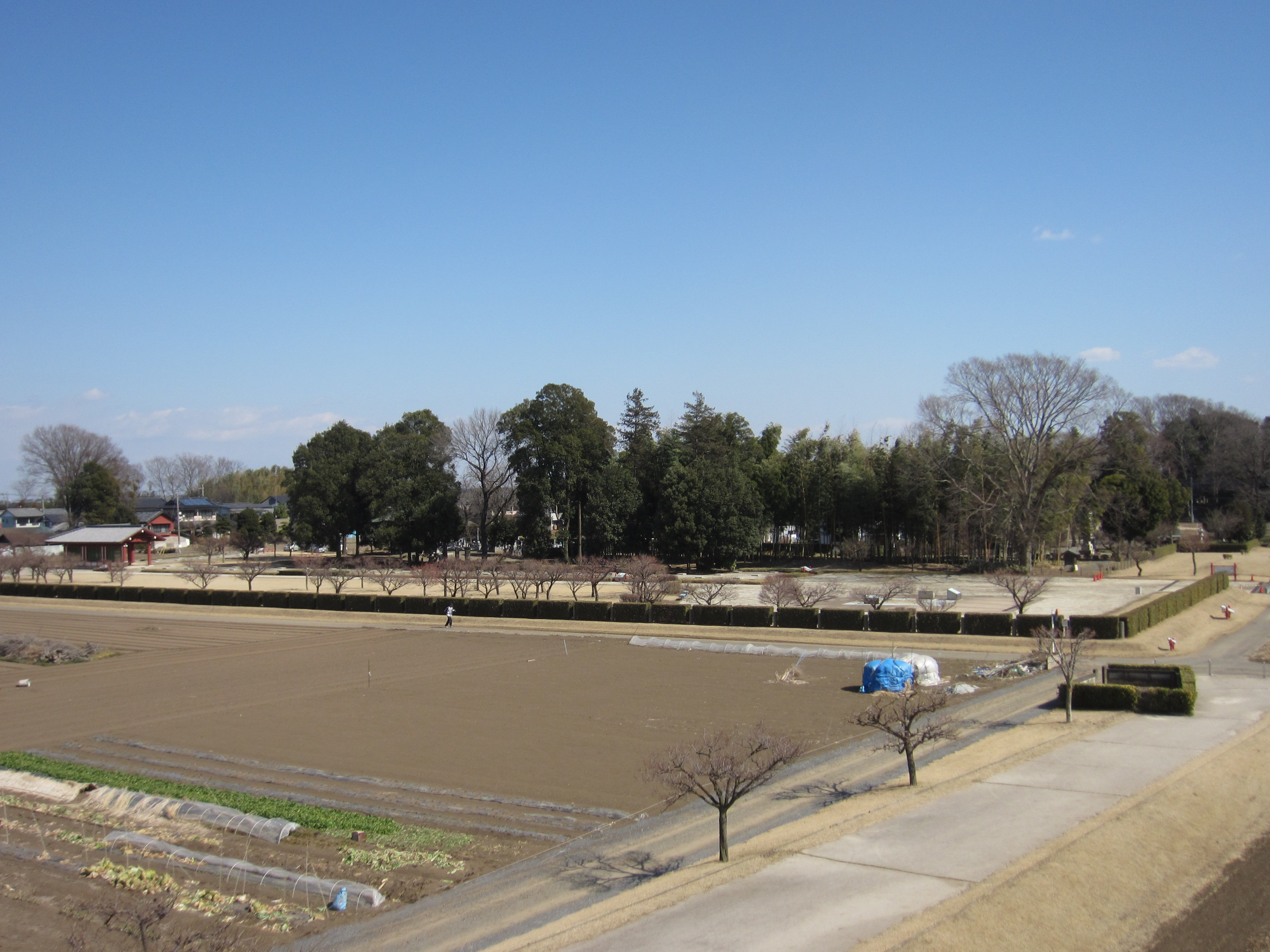
遠景 垣根が寺域。中央の森が中枢部にあたる。左端には復元の回廊。
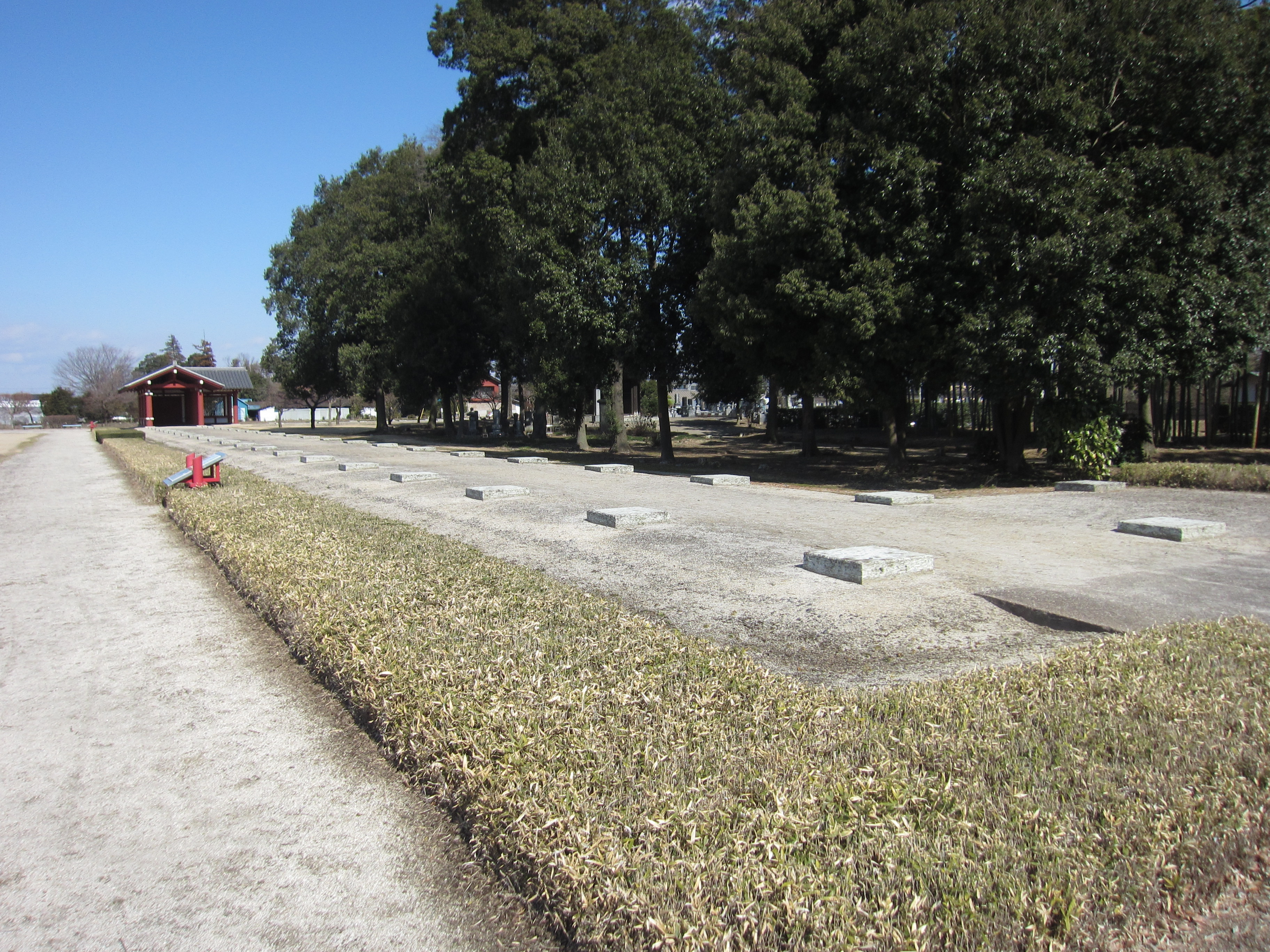
回廊礎石
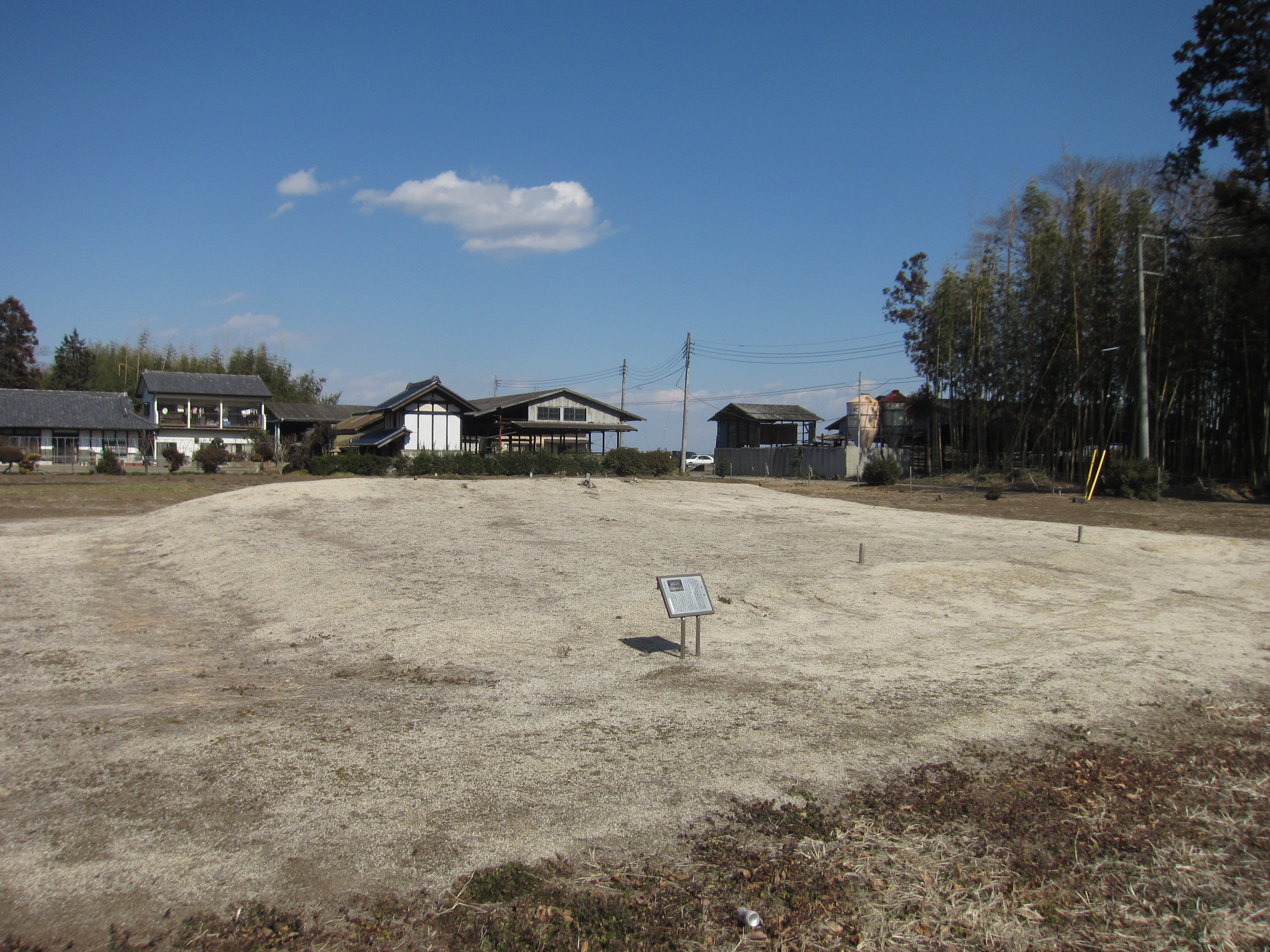
塔跡 伽藍の外に再建された塔の跡。
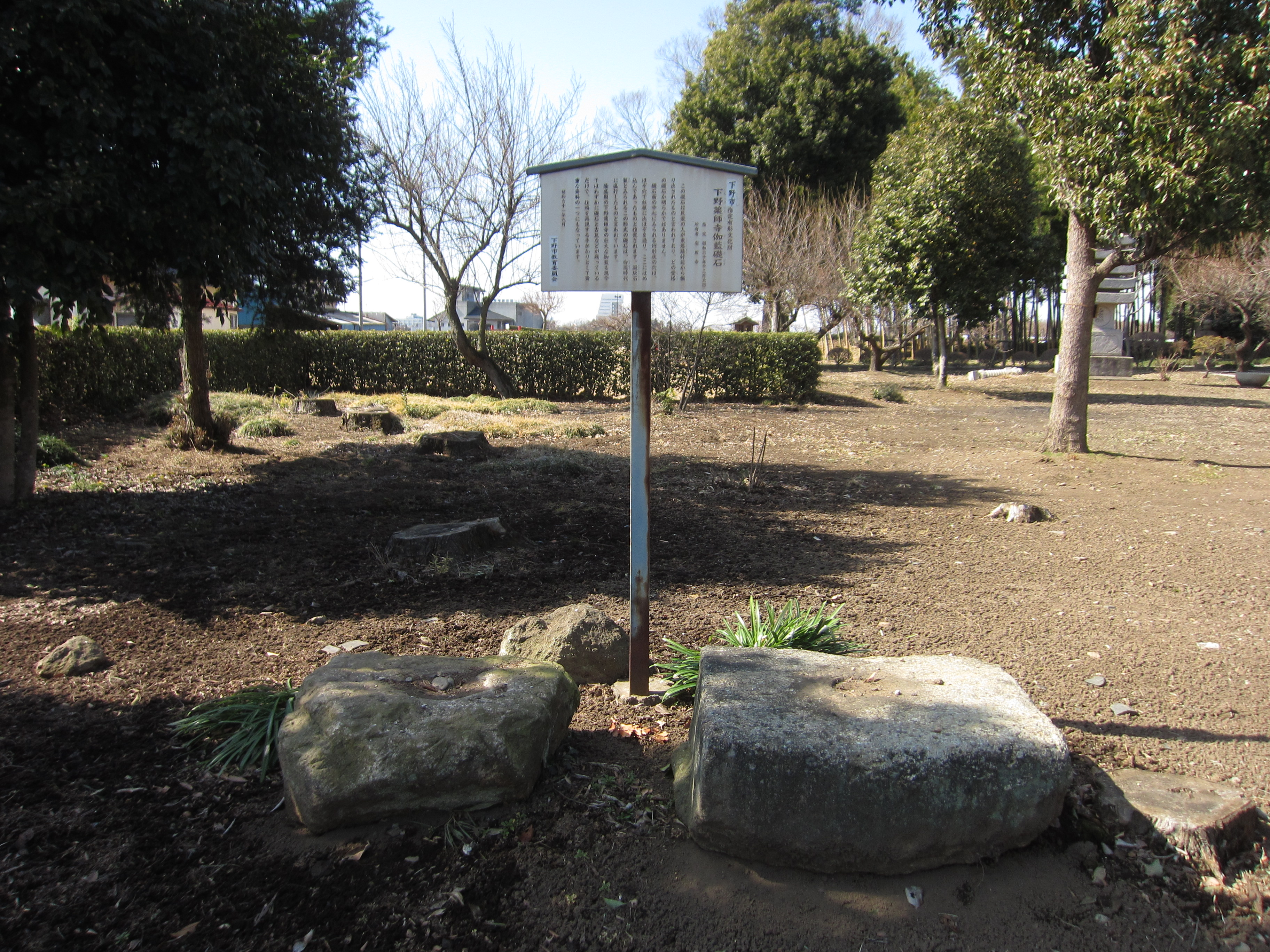
伽藍礎石（市指定文化財） 凝灰岩製。安国寺境内に残る。

## 文化財

### 国の史跡
- 下野薬師寺跡 - 大正10年3月3日指定。

### 下野市指定有形文化財
- 下野薬師寺跡出土瓦（白鳳期瓦）（考古資料） - 昭和60年12月6日指定[8]。
- 下野薬師寺伽藍礎石（考古資料） - 昭和60年12月6日指定[8]。

## 現地情報
所在地
- 栃木県下野市薬師寺1636 （北緯36度24分07.04秒 東経139度52分33.94秒 / 北緯36.4019556度 東経139.8760944度座標: 北緯36度24分07.04秒 東経139度52分33.94秒 / 北緯36.4019556度 東経139.8760944度）

付属施設
- 下野薬師寺歴史館
  - 入館料：無料
  - 開館時間：午前9時-午後5時（入館は午後4時30分まで）
  - 休館日：月曜日、第3火曜日、祝日の翌日（土日祝日は開館）

交通アクセス
- 東日本旅客鉄道（JR東日本）宇都宮線（東北本線） 
  - 自治医大駅 （徒歩約30分） - 約2.5km。
  - 小金井駅 - 約5.0km。レンタサイクル可能。

周辺
- 安国寺（北緯36度24分05.06秒 東経139度52分36.32秒 / 北緯36.4014056度 東経139.8767556度） - 下野薬師寺後継寺院で、薬師寺不動院の流れをひくといわれる[6]。
- 龍興寺（北緯36度23分43.67秒 東経139度52分38.58秒 / 北緯36.3954639度 東経139.8773833度） - 下野薬師寺別院で、薬師寺地蔵院の流れをひくといわれる[6]。
- 薬師寺八幡宮（北緯36度24分03.59秒 東経139度52分41.49秒 / 北緯36.4009972度 東経139.8781917度） - 下野薬師寺鎮守。